# Joana Sofia da Baviera
Joana Sofia da Baviera (em alemão:  Johanna Sophie; Munique, 1373 ou Le Quesnoy, 13 de setembro de 1377 – Viena, 15 de outubro de 1410) foi uma nobre alemã. Ela foi duquesa consorte da Áustria pelo seu casamento com Alberto IV da Áustria.

## Família
Joana Sofia foi a quarta filha, sétima e última criança nascida do duque Alberto I da Baviera e de sua primeira esposa, Margarida de Brieg.
Os seus avós paternos eram o imperador Luís IV do Sacro Império Romano-Germânico e Margarida II, Condessa de Hainaut. Os seus avós maternos eram Luís I de Brieg, duque de Legnica, e Inês de Glogów-Sagan.
Ela teve seis irmãos: Catarina, que foi casada duas vezes; Joana, esposa do rei Venceslau IV da Boêmia; Margarida da Baviera, esposa de João, Duque da Borgonha; Guilherme II da Baviera, casado com Jaqueline, Condessa de Hainaut; Alberto II da Baviera, que governou junto ao pai, mas morreu jovem, e o duque João III da Baviera, também bispo de Liège.
Pelo segundo casamento do pai com Margarida de Cleves, ela não teve meio-irmãos. Contudo, teve alguns meio-irmãos ilegítimos.

## Biografia
No dia 24 de abril de 1390, na cidade de Viena, Joana Sofia se casou com o futuro duque Alberto, único filho de Alberto III da Áustria da Casa de Habsburgo, e de sua segunda esposa, Beatriz de Nuremberga. A noiva tinha 12 ou 17 anos, e o noivo tinha 12 anos de idade. O casamento serviu para pôr um fim ao conflito entre os pais do casal. Alberto I concordou em pagar a quantia de 10.000 fénigues, e também deu a Alberto III a fortaleza de Natternberg e a cidade de Deggendorf.
O casal teve dois filhos: Alberto V, Duque da Áustria, também conhecido como Alberto II da Germânia como marido de Isabel de Luxemburgo, e Margarida, cujo casamento com o duque Henrique XVI da Baviera, foi arranjado pela mãe.
O duque Alberto costumava brigar com os membros da família da esposa, tais como o cunhado deles, o rei Venceslau IV da Boêmia, e o seu meio-irmão Sigismundo do Sacro Império Romano-Germânico.
Alberto faleceu em 1404, e Joana Sofia não se casou novamente, vindo a falecer alguns anos depois, em 15 de novembro de 1410. A duquesa viúva foi enterrada na Catedral de Santo Estêvão, em Viena.

## Descendência
- Margarida (26 de junho de 1395 – 24 de dezembro de 1447), foi casada com Henrique XVI da Baviera, com quem teve sete filhos;
- Alberto V, Duque da Áustria (10 de agosto de 1397 – 27 de outubro de 1439), foi casado com  Isabel de Luxemburgo, com quem teve quatro filhos.